# ReLU

Graf funkcí ReLU (modrá) a GELU (zelená) poblíž x = 0

Reálná funkce jedné reálné proměnné zvaná ReLU (zkratka REctified Linear Unit) nebo usměrňovač (rectifier) či rampa (ramp function) se používá především v kontextu umělých neuronových sítí jako aktivační funkce. Je definována jako kladná část svého argumentu:
{\displaystyle f(x)=x^{+}=\max(0,x)={\frac {x+|x|}{2}}={\begin{cases}x&{\text{pro }}x>0,\\0&{\text{jinak}},\end{cases}}}
kde x je vstup do neuronu. Její průběh popisuje také výstupní napětí ideálního usměrňovače v elektrotechnice v závislosti na vstupním napětí. Jako aktivační funkci ji zavedl Kunihiko Fukushima v roce 1969 v kontextu extrakce vizuálních prvků v hierarchických neuronových sítích. Později se ukázalo, že má i biologickou motivaci a matematické odůvodnění. V roce 2011 se zjistilo, že ReLU umožňuje lepší trénování hlubších sítí ve srovnání s předtím používanými aktivačními funkcemi, např. logistickou funkcí (která je inspirována teorií pravděpodobnosti; viz logistická regrese) nebo praktičtější hyperbolickou funkcí. ReLu a její varianty tak patří k nejoblíbenějším aktivačním funkcím pro hluboké učení a uplatňují se například v počítačovém vidění, rozpoznávání řeči a výpočetní neurovědě.

## Výhody
- Řídká aktivace: Například v náhodně inicializované síti je aktivováno pouze asi 50 % skrytých jednotek (mají nenulový výstup).
- Lepší šíření gradientu: Méně problémů s mizejícím gradientem ve srovnání se sigmoidálními aktivačními funkcemi, které saturují v obou směrech.
- Efektivní výpočet: Pouze porovnávání, sčítání a násobení.
- Invariantní vůči měřítku: {\displaystyle \max(0,ax)=a\max(0,x){\text{ for }}a\geq 0} .

V roce 2011 se ukázalo, že použití ReLU jako nelinearity umožňuje trénovat hluboké neuronové sítě s učitelem bez nutnosti předtrénování bez učitele. ReLU ve srovnání se sigmoidou nebo podobnými aktivačními funkcemi umožňují rychlejší a efektivnější trénování hlubokých neuronových architektur na velkých a komplexních souborech dat.

## Nevýhody
- Funkce ReLU není diferencovatelná v nule; je však diferencovatelná všude jinde a hodnota derivace v nule může být libovolně zvolena 0 nebo 1.
- Necentrovaná.
- Neohraničená.
- Neurony s ReLU mohou být někdy vytlačeny do stavů, ve kterých se stanou neaktivními v podstatě pro všechny vstupy (dying ReLU problem). V tomto stavu neprotékají neuronem zpět žádné gradienty, a tak neuron uvízne v trvale neaktivním stavu a „umírá“. Jde o variantu problému mizejícího gradientu. V některých případech může takto odumřít velké množství neuronů dané sítě, a to snižuje kapacitu modelu. Tento problém obvykle nastává, když je rychlost učení nastavena příliš vysoko. Může být zmírněn použitím tzv. netěsných (leaky) ReLU, které přiřazují malý kladný sklon pro x < 0; výkon sítě je však nižší.

## Varianty

### Po částech lineární varianty

#### Netěsné (leaky) ReLU
Netěsné ReLU mají malý kladný gradient, pro záporná čísla, tj. když neuron není aktivní. To pomáhá zmírnit problém mizejícího gradientu. Například:
{\displaystyle f(x)={\begin{cases}x&{\text{pro }}x>0,\\0.01x&{\text{jinak}}.\end{cases}}\qquad \qquad f'(x)={\begin{cases}1&{\text{pro }}x>0,\\0.01&{\text{jinak}}.\end{cases}}}

#### Parametrické ReLU
Parametrické ReLU (PReLU) posouvá tuto myšlenku dále tím, že převádí koeficient netěsnosti do parametru, který se učí spolu s dalšími parametry neuronové sítě.
{\displaystyle f(x)={\begin{cases}x&{\text{pro }}x>0,\\a\cdot x&{\text{jinak}}.\end{cases}}\qquad \qquad \qquad f'(x)={\begin{cases}1&{\text{pro }}x>0,\\a&{\text{jinak}}.\end{cases}}}
Pro a ≤ 1 je to ekvivalentní s
{\displaystyle f(x)=\max(x,ax)}
a má tedy vztah k sítím typu „maxout“.

### Nelineární varianty

#### Lineární jednotka s Gaussovou chybou (GELU)
GELU (Gaussian-error linear unit) je hladká aproximace ReLU:
{\displaystyle f(x)=x\cdot \Phi (x),}
{\displaystyle f'(x)=x\cdot \Phi '(x)+\Phi (x),}
kde {\displaystyle \Phi (x)=P(X\leqslant x)} je kumulativní distribuční funkce standardního normálního rozdělení.
Tato aktivační funkce je znázorněna na obrázku na začátku tohoto článku. Má „hrbol“ nalevo od x = 0 a slouží jako výchozí aktivace například pro model BERT .

#### SiLU
SiLU (sigmoid linear unit) nebo funkce swish je další hladká aproximace, poprvé uvedená v článku o GELU:
{\displaystyle f(x)=x\cdot \operatorname {sigmoid} (x),}
{\displaystyle f'(x)=x\cdot \operatorname {sigmoid} '(x)+\operatorname {sigmoid} (x),}
kde {\displaystyle \operatorname {sigmoid} (x)} je sigmoida, logistická funkce.

#### Softplus
Další hladká aproximace ReLU je analytická funkce
{\displaystyle f(x)=\ln(1+e^{x}),\qquad \qquad f'(x)={\frac {e^{x}}{1+e^{x}}}={\frac {1}{1+e^{-x}}},}
která se nazývá funkce softplus nebo SmoothReLU. Pro velký záporný argument {\displaystyle x} je to zhruba {\displaystyle \ln 1}, takže malé kladné číslo, zatímco pro velké kladné {\displaystyle x} je to zhruba {\displaystyle \ln(e^{x})}, takže těsně nad {\displaystyle x} .
Tuto funkci lze aproximovat jako
{\displaystyle \ln \left(1+e^{x}\right)\approx {\begin{cases}\ln 2,&x=0,\\[6pt]{\frac {x}{1-e^{-x/\ln 2}}},&x\neq 0\end{cases}}}
To se substitucí {\displaystyle x=y\ln(2)} dá převést na
{\displaystyle \log _{2}(1+2^{y})\approx {\begin{cases}1,&y=0,\\[6pt]{\frac {y}{1-e^{-y}}},&y\neq 0.\end{cases}}}
Sem lze přidat ještě parametr ostrosti {\displaystyle k}:
{\displaystyle f(x)={\frac {\ln(1+e^{kx})}{k}},\qquad \qquad f'(x)={\frac {e^{kx}}{1+e^{kx}}}={\frac {1}{1+e^{-kx}}}.}
Derivací softplus je logistická funkce.
Logistická sigmoidní funkce je hladkou aproximací derivace ReLU, Heavisideovy funkce.
Zobecnění softplus na více vstupních proměnných je LogSumExp s prvním argumentem nastaveným na nulu:
{\displaystyle \operatorname {LSE_{0}} ^{+}(x_{1},\dots ,x_{n}):=\operatorname {LSE} (0,x_{1},\dots ,x_{n})=\ln(1+e^{x_{1}}+\cdots +e^{x_{n}}).}
Funkce LogSumExp je
{\displaystyle \operatorname {LSE} (x_{1},\dots ,x_{n})=\ln(e^{x_{1}}+\cdots +e^{x_{n}}),}
a jeho gradient je softmax; softmax s prvním argumentem nastaveným na nulu je vícerozměrné zobecnění logistické funkce. LogSumExp i softmax se používají ve strojovém učení.

#### ELU
ELU (Exponential Linear Units, exponenciální lineární jednotky) mají střední aktivaci bližší nule, což urychluje učení. Bylo prokázáno, že ELU mohou dosáhnout vyšší přesnost klasifikace než ReLU.
{\displaystyle f(x)={\begin{cases}x&{\text{pro }}x>0,\\a\left(e^{x}-1\right)&{\text{jinak}}.\end{cases}}\qquad \qquad f'(x)={\begin{cases}1&{\text{pro }}x>0,\\a\cdot e^{x}&{\text{jinak}}.\end{cases}}}
V těchto vzorcích je {\displaystyle a} hyperparametr, který se ladí s omezující podmínkou {\displaystyle a\geq 0}.
Na ELU lze pohlížet jako na vyhlazenou verzi posunuté ReLU (SReLU), která má tvar {\displaystyle f(x)=\max(-a,x)} se stejnou interpretací {\displaystyle a} .

#### Mish
Funkci mish lze také použít jako hladkou aproximaci ReLU. Je definována jako
{\displaystyle f(x)=x\tanh {\big (}\operatorname {softplus} (x){\big )},}
kde {\displaystyle \tanh(x)} je hyperbolická tangenta a {\displaystyle \operatorname {softplus} (x)} je funkce softplus.
Mish není monotónní a byla inspirována funkcí swish, což je varianta ReLU.

#### Squareplus
Squareplus je funkce
{\displaystyle \operatorname {squareplus} _{b}(x)={\frac {x+{\sqrt {x^{2}+b}}}{2}}}
kde {\displaystyle b\geq 0} je hyperparametr, který určuje rozsah zakřivené oblasti v blízkosti {\displaystyle x=0}. (Například {\displaystyle b=0} dává ReLU a {\displaystyle b=4} dává funkci označovanou anglicky jako metallic means, kovové průměry.) Squareplus sdílí mnoho vlastností se softplus: Je monotónní, všude kladný, konverguje k 0 pro {\displaystyle x\to -\infty }, konverguje k identitě pro {\displaystyle x\to +\infty } a je {\displaystyle C^{\infty }} hladký. Squareplus však lze vypočítat pouze pomocí algebraických funkcí, takže se dobře hodí pro situace, kde jsou omezené výpočetní zdroje nebo instrukční sady. Squareplus navíc nevyžaduje žádnou zvláštní pozornost k zajištění numerické stability, když {\displaystyle x} je velké.